# Miriam Klein
Miriam Klein (* 27. März 1937 in Basel) ist eine Schweizer Jazzsängerin.

## Leben und Wirken
Miriam Klein erlangte erstmals Bekanntheit, als sie in den 1950er Jahren in Paris mit Pierre Michelot, Don Byas und Art Simmons auftrat. Nach einer Ausbildung an der Musikschule in Wien ging sie in die Schweiz zurück und sang seit 1963 in den Formationen ihres Ehemannes Oscar Klein.
In den 1960er und 1970er Jahren wurde sie als Sängerin international bekannt. Sie nahm in dieser Zeit ein Album mit Bessie-Smith-Titeln auf; 1973 gelang der internationale Durchbruch mit dem Album „Lady Like“, das Billie Holiday gewidmet war. Dabei wurde sie von Musikern wie Roy Eldridge, Dexter Gordon und Slide Hampton begleitet. Sie präsentierte sich beim Montreux Jazz Festival 1974.  Ausserdem nahm sie Schallplatten mit Albert Nicholas (1971) und Wild Bill Davison (1976) auf.
1977 arbeitete Klein mit dem Fritz Pauer Trio zusammen, 1978 mit Sir Roland Hanna und George Mraz auf ihrem Album „By Myself“. Beim Frankfurter Jazzfestival 1980 wurde sie von Hans Kollers International Brass Company begleitet. 1981/82 ging sie mit Kenny Clarke, Hanna und Isla Eckinger auf Tournee. 2001 war sie auch an der Einspielung des Albums My Marilyn von David Klein, ihrem Sohn, beteiligt.
Ihr Vorbild ist Billie Holiday; ihr ging es aber darum, nach der Art nach Billie Holiday zu singen, nicht aber diese zu kopieren, sagte die Sängerin. Roy Eldridge sagte nach Plattenaufnahmen mit Miriam Klein: Ihre Stimme wäre für den Film „Lady Sings the Blues“ sehr viel passender gewesen als die von Diana Ross.

## Auswahldiskographie
- Oscar Klein – Miriam Klein: Gemütlicher Cosy Jazz (1964, Amadeo) mit Fritz Pauer, Hans Rettenbacher und Klaus Hagl
- Oscar & Miriam: Klein Blues & Boogie (1969, Europa) mit Peter Giger, Henri Chaix und Bob Carter
- Albert Nicholas Featuring Miriam Klein (1970, Europa) mit Oscar Klein, Michel Pilet, Henri Chaix, Isla Eckinger und Peter Giger
- Miriam Klein: Lady Like (1973, MPS, mit Roy Eldridge, Dexter Gordon, Slide Hampton, Vince Benedetti, Oscar Klein, Isla Eckinger, Billy Brooks)
- Miriam Klein: By Myself (1978, L+R Records, mit Roland Hanna und George Mraz, Wiederveröffentlichung bei Enja 2012)
- Miriam Klein: Ballads For Loving Kindness (1994, Divox, Duo mit Kirk Lightsey)
- David Klein: My Marilyn (2001, Enja, mit Miriam Klein, Mulgrew Miller, Ira Coleman), Marcello Pellitteri
- Swiss Radio Days Jazz Live Concert Series – Karin Krog & Enrico Rava & Miriam Klein + Jazz Live Trio (Klaus Koenig, Peter Frei, Peter Schmidlin) (TCB Records, TCB 02262)